# Volo True Aviation 21
Il 9 marzo 2016 il volo True Aviation 21, un Antonov An-26 operato da True Aviation si è schiantato a 500 metri dall'aeroporto di Cox's Bazar in Bangladesh, da dove era decollato poco prima. L'aereo bimotore stava tentando di rientrare dopo aver subito un guasto al motore. Tre dei quattro membri dell'equipaggio a bordo persero la vita nell'incidente.

## Aereo ed equipaggio
Il velivolo era di proprietà di Air Urga ed era stato noleggiato a True Aviation. Tutti e quattro i membri dell'equipaggio a bordo erano cittadini ucraini; tre morirono, mentre l'unico sopravvissuto rimase gravemente ferito. I morti erano l'ingegnere di volo Kulisn Andriy, il pilota Murad Gafarov e il copilota Ivan Patrov. Le condizioni del navigatore Vlodymyr Kultanov erano critiche.  Fu portato al Cox's Bazar Sadar Hospital insieme a un altro sopravvissuto, che però morì.

## Contesto
Il volo era gestito da Sky Blue Aviation. Il membro del Parlamento di Cox's Bazar e membro della Lega Awami Ashek Ullah Rafique era uno dei proprietari della compagnia aerea.

## L'incidente
L'Antonov An-26 cargo, operato dalla True Aviation come volo 21, si schiantò nel Golfo del Bengala, cinque minuti dopo il decollo dall'aeroporto di Cox's Bazar il 9 marzo 2016. L'aereo stava trasportando un carico di gamberetti a Jessore quando uno dei motori si guastò poco dopo il decollo. L'aereo colpì l'acqua alle 09:05, mentre tentava di tornare in aeroporto. Alcuni pescatori locali individuarono per primi i detriti e allertarono le autorità.
Ai soccorsi presero parte la marina, la guardia costiera e i vigili del fuoco del Bangladesh.

## Le indagini
Il rapporto finale sull'incidente è stato pubblicato dall'AAGBD il 20 aprile 2017 e indica come cause:
- la mancata interruzione della corsa di decollo a seguito dell'indicazione di guasto al motore;
- la mancato rispetto della SOP aziendale a seguito del rilevamento di avaria al motore durante il decollo;
- considerando la scarsa visibilità all'aeroporto di Cox's Bazar, dirottare sull'aeroporto alternativo dell'aeroporto di Chittagong, situato a sole 50 miglia nautiche di distanza, dotato di strutture di avvicinamento ILS complete, avrebbe potuto aiutare l'equipaggio nell'effettuare un corretto avvicinamento con un solo motore;
- l'aereo aveva volato ad una velocità molto inferiore alla norma. Aveva volato a 225 km/h mentre la velocità minima in quella configurazione era di 290 km/h;
- secondo i dati FDR, l'aereo era andato in stallo mentre effettuava una virata verso il lato del motore guasto a una quota molto bassa.

Vengono fatte alcune raccomandazioni e sono le seguenti:
- tutti gli equipaggi degli An-26 avrebbero dovuto essere adeguatamente addestrati per affrontare la procedura di guasto di un motore durante e immediatamente dopo il decollo;
- durante i corsi di gestione delle risorse dell'equipaggio si sarebbero dovuto dare enfasi al processo decisionale;
- lo stato di manutenzione di tutti gli aeromobili AN-26 avrebbe dovuto essere migliorato per garantire la prevenzione di guasti ai motori motore in qualsiasi fase del volo.